# Nở hoa (hóa học)

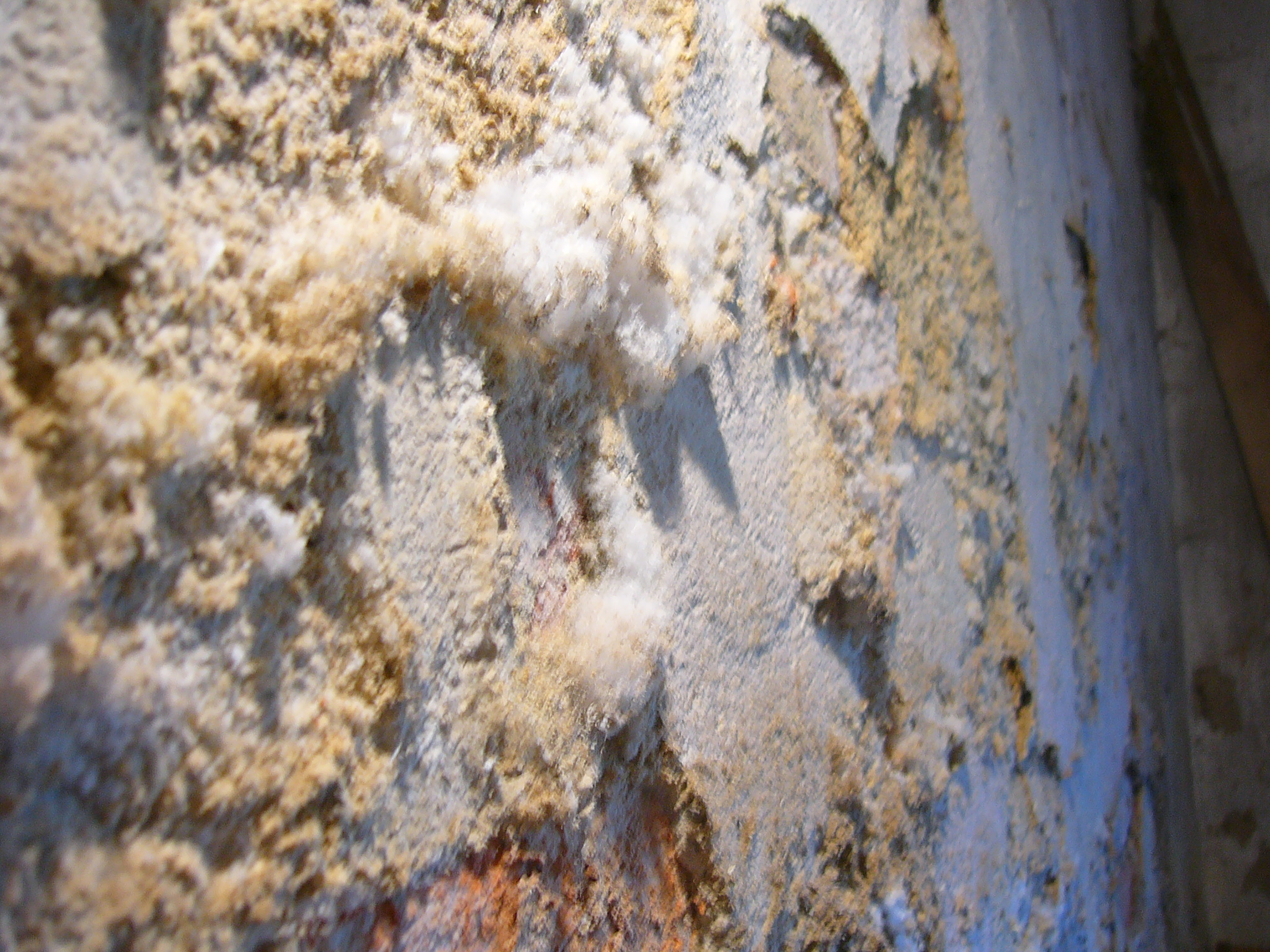
Nở hoa sơ cấp trên một tường gạch tại Đức.

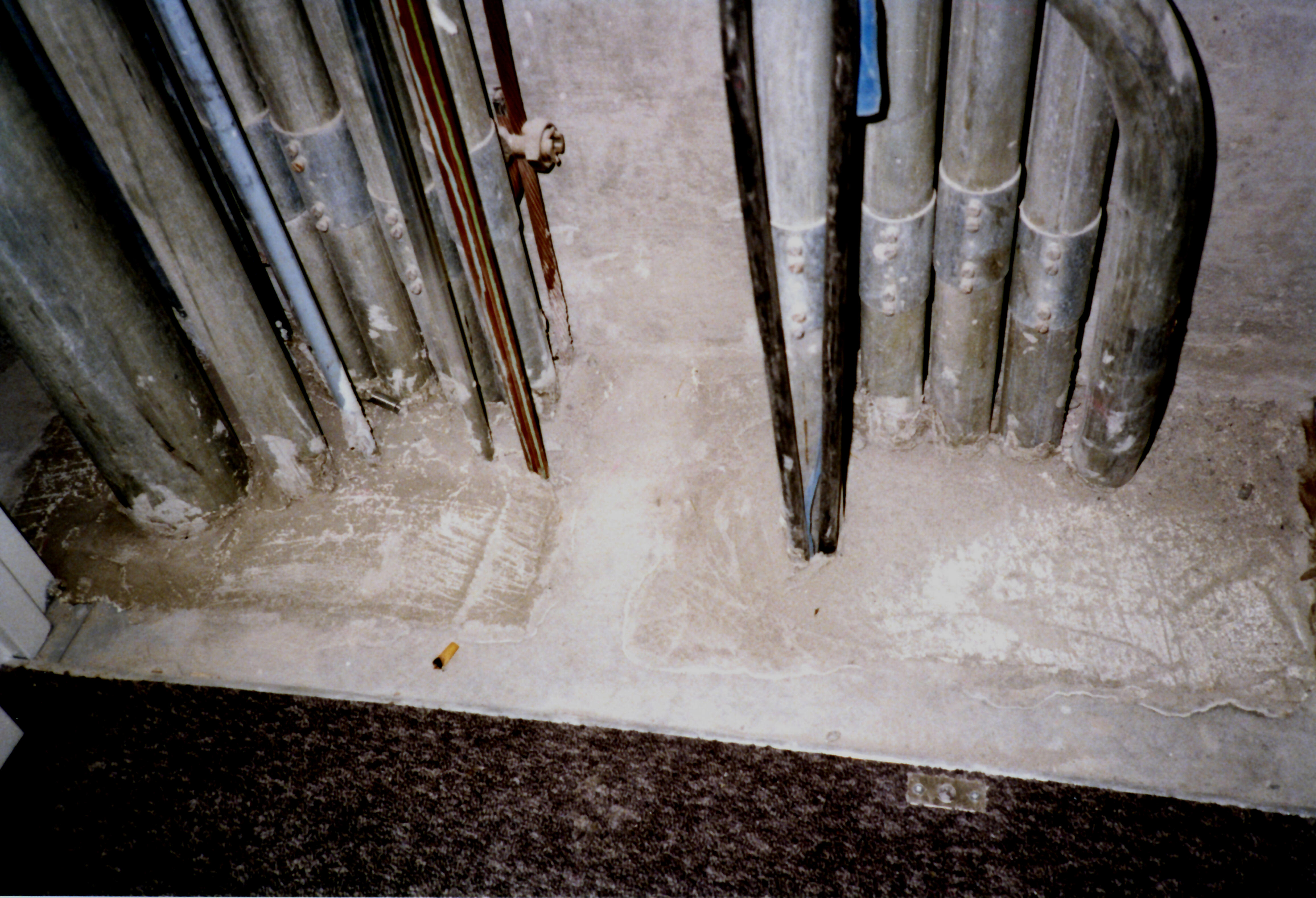
Nở hoa sơ cấp trong vữa chống lửa tại tòa thị chính thành phố Mississauga, Ontario.

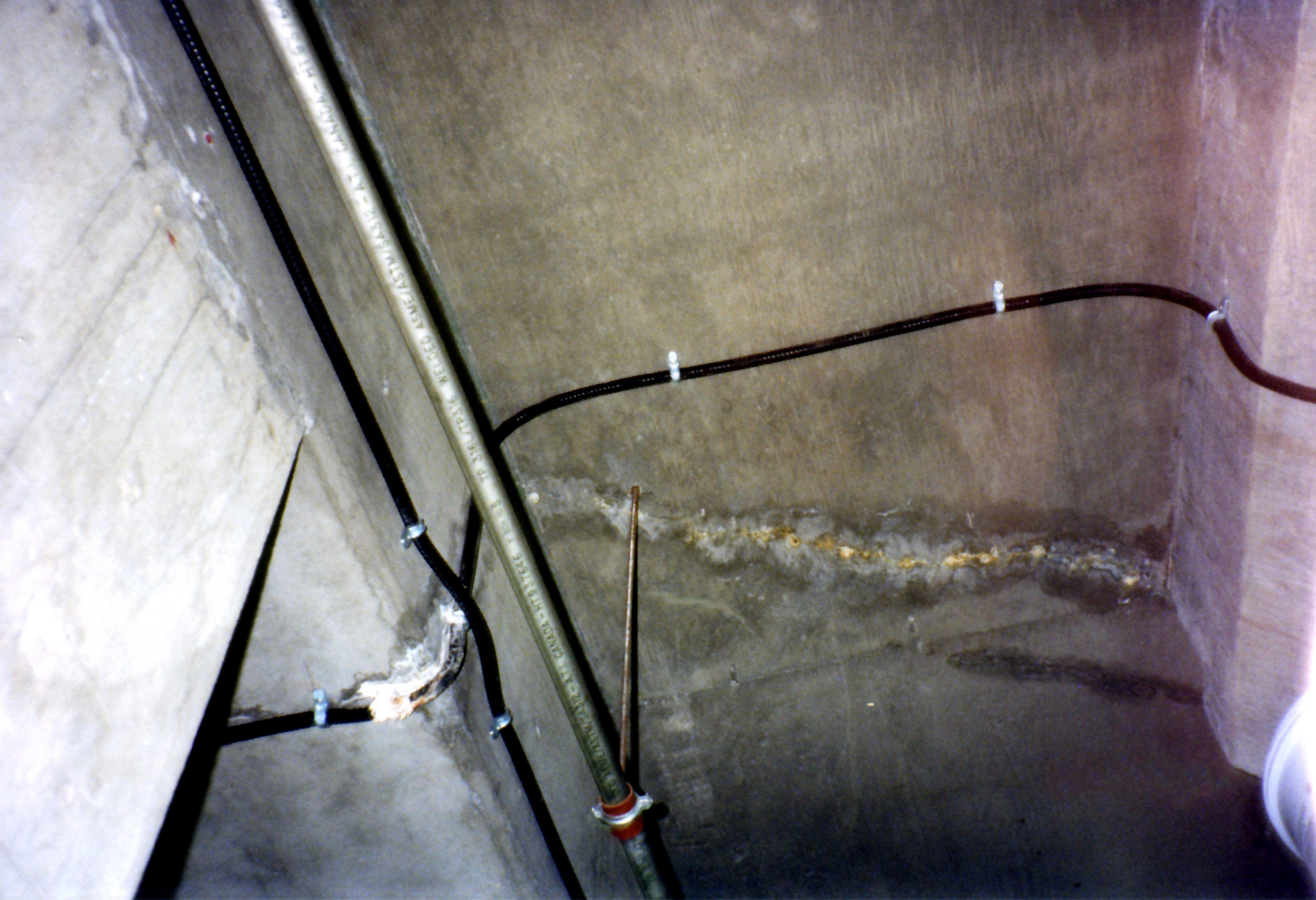
Nở hoa thứ cấp làm tan rã lớp xi măng và tấn công thanh gia cố

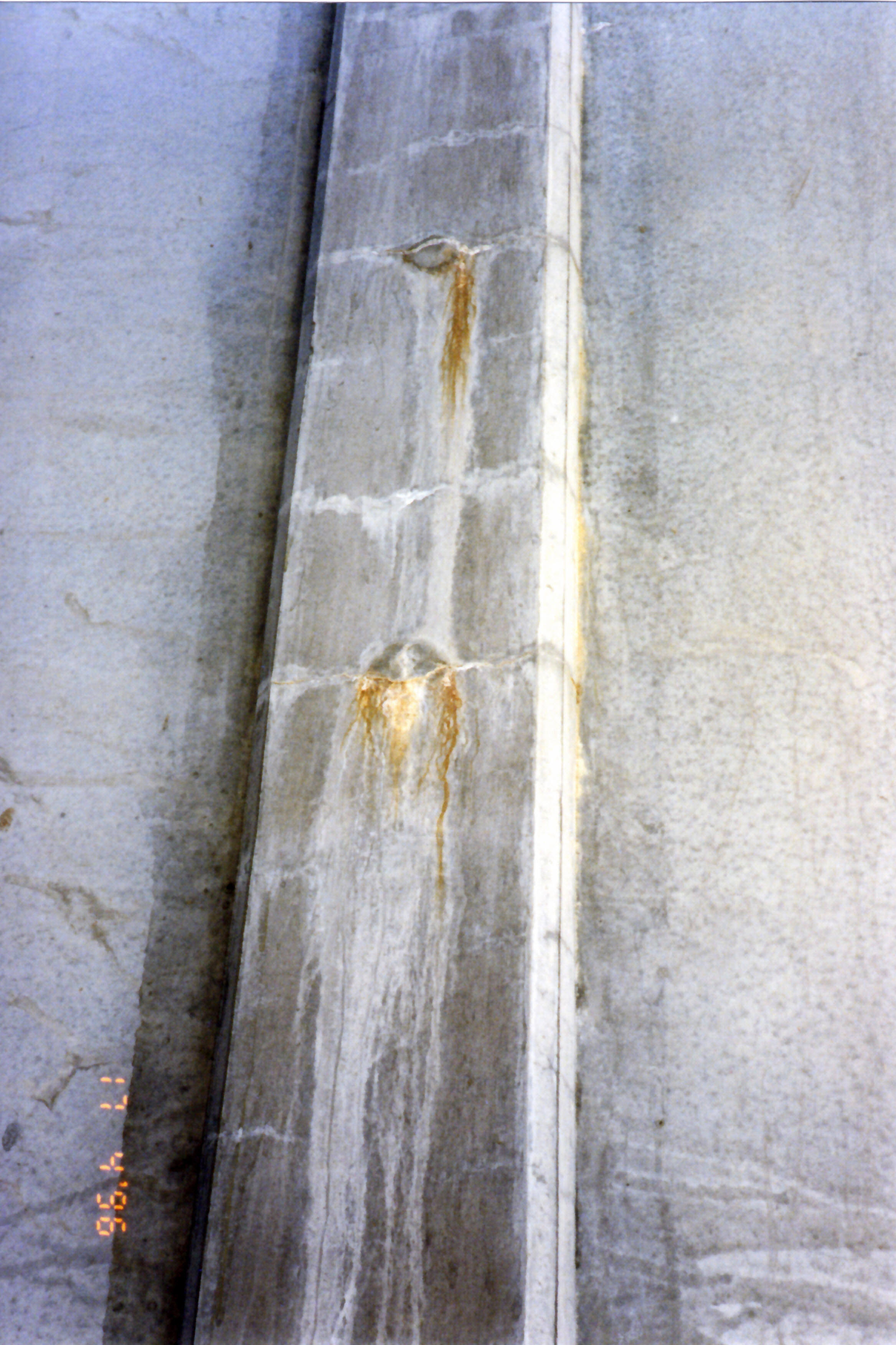
Nở hoa thứ cấp

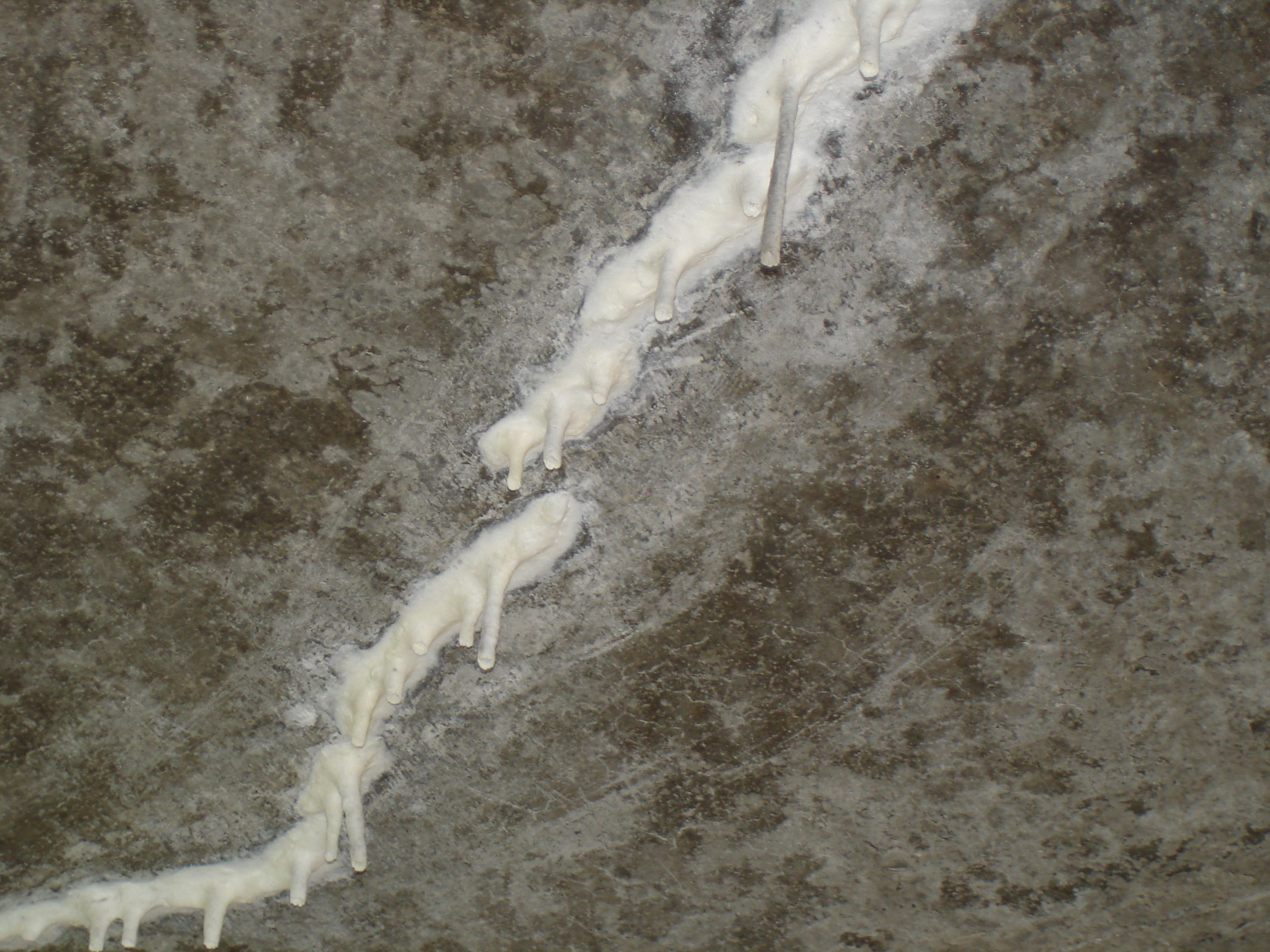
Nở hoa thứ cấp gây ra các vú đá bê tông

Nở hoa, trong hóa học, là sự mất nước (hay dung môi) của sự kết tinh từ dạng muối ngậm nước hay sonvat vào khí quyển khi tiếp xúc với không khí.

## Ví dụ
1. Một giọt nhỏ kích thước 5 micromét chứa NaCl dạng dung dịch sẽ tự kết tinh khi ở điều kiện 45% độ ẩm tương đối và 298 K (25 độ C) để tạo ra tinh thể NaCl hình lập phương bằng cơ chế cấu tạo hạt nhân thuần nhất. Nước được giải phóng ở dạng khí.
2. Thạch cao (CaSO4.2H2O) là sulfat calci ngậm nước ở dạng rắn, trong điều kiện môi trường đủ khô, sẽ giải phóng nước của nó ở dạng khí và tạo thành sulfat calci khan (CaSO4).
3. Sulfat đồng (II) ngậm nước (CuSO4.5H2O) là chất rắn kết tinh màu xanh lam, khi bị lộ ra ngoài không khí, sẽ mất nước rất chậm từ bề mặt để tạo ra lớp bột màu trắng chứa sulfat đồng (II) khan.

## Nở hoa sơ cấp
Nở hoa sơ cấp được đặt tên như vậy, do nó thường xảy ra trong quá trình khô dần đi ban đầu của sản phẩm gắn kết dính bằng các loại vữa xi măng. Nó thông thường xảy ra trong các công trình nề, cụ thể là với gạch, cũng như là với một vài dạng vữa, khi nước di chuyển trong tường hay trong các kết cấu khác, hoặc khi nước bị đẩy ra ngoài do kết quả của nhiệt sinh ra trong quá trình hydrat hóa do đá xi măng được tạo ra, đem các dạng muối ra bề mặt, thông thường chúng không là một phần của đá xi măng. Khi nước bay hơi, nó để muối ở lại và tạo ra một lớp cặn min và xốp, màu trắng, thông thường dễ dàng lau chùi đi. Lớp cặn trắng ở bề mặt này được gọi là "nở hoa". Do nở hoa sơ cấp đem muối ra ngoài mà thông thường chúng không là thành phần bình thường của đá xi măng, nên nó không là đáng ngại về mặt kết cấu mà chỉ là e ngại về mặt thẩm mỹ.
Để kiểm soát nở hoa sơ cấp, các hỗn hợp chứa axít béo ở dạng lỏng (như axít oleic và axít linoleic) thường hay được sử dụng. Sự trộn lẫn các chất lỏng dạng dầu này được đưa vào trong mẻ pha trộn hỗn hợp ở giai đoạn đầu để che phủ các hạt cát trước khi nó được đưa vào phối trộn với nước, vì thế hỗn hợp dầu được phân bố đều hơn trong mẻ trộn vữa.

## Nở hoa thứ cấp
Nở hoa thứ cấp được đặt tên như vậy là do nó không xảy ra như là kết quả của sự hình thành đá xi măng hay các sản phẩm hydrat hóa kèm theo nó. Thay vì thế, nó thường là do ảnh hưởng ngoài của các chất gây độc cho bê tông hay vữa, chẳng hạn do các muối chloride. Một ví dụ phổ biến của nở hoa thứ cấp là khi nó xảy ra với các cầu bê tông gia cố thép cũng như các gara ô tô. Các dung dịch muối được hình thành là do sự hiện diện của muối trên đường về mùa đông tại các nước vùng ôn đới. Các dung dịch muối này đước hấp thụ vào trong bê tông, và tại đó nó có thể phân hủy đá xi măng, và đây là sự e ngại cơ bản về mặt kết cấu. Các vú đá nhìn thấy được có thể được tạo ra trong một số trường hợp như là kết quả của sự phân hủy đá xi măng, tạo ra các vết đứt gãy của kết cấu bê tông. Sự đồng nhất kết cấu của khối bê tông bị phá hủy và vì thế có thể tạo ra nguy hiểm cho các công trình xây dựng. Nó là mối e ngại chính trong việc duy tu bảo dưỡng các công trình xây dựng cũng như của cơ sở hạ tầng nói chung. Nở hoa thứ cấp là tương tự như chứng loãng xương ở bê tông.
Để kiểm soát nở hoa thứ cấp, hỗn hợp chứa huyền phù stearat calci (CSD) trên cơ sở dung môi lỏng thường được bổ sung vào giai đoạn muộn hơn của quá trình phối trộn vữa với nước. Trong quy trình đánh vữa thông thường, cát được đưa vào máy trộn, sau đó hỗn hợp chống nở hoa sơ cấp gốc dầu được thêm vào với sự phối trộn đều để cho phép dầu che phủ tốt trên bề mặt cát. Sau đó các chất kết tụ thô, chất màu và xi măng được thêm vào, sau đó là nước. Nếu CSD được sử dụng, nó thường được thêm vào tại thời điểm này, trong hoặc sau khi thêm nước. CSD là huyền phù dạng lỏng, trong đó các hạt stearat calci rắn, nhỏ, mịn treo lơ lửng và đồng nhất trong nước. Các dạng CSD có sẵn ở quy mô thương mại có kích thước hạt trung bình từ 1 tới 10 micron. Sự phân bố đồng nhất của CSD trong hỗn hợp có thể tạo ra vai trò của tác nhân đuổi nước trong các khối bê tông, do các hạt CSD phân bố đều trong các lỗ hổng của khối để ngăn cản chuyển động mao dẫn của nước.

## Chống lại nở hoa
Có thể bảo vệ các vật liệu xây dựng xốp như gạch, ngói, bê tông v.v chống lại nở hoa bằng cách xử lý vật liệu với các chất thấm không ưa nước. Các chất này sẽ xua đuổi nước và thấm đủ sâu vào trong vật liệu để giữ cho nước và các muối hòa tan cách đủ xa bề mặt vật liệu. Tuy nhiên, trong các khu vực mà sự đóng băng là mối e ngại thì các chất như thế có thể dẫn tới tổn hại từ các chu trình đóng băng/tan băng.
Nở hoa trên bề mặt thông thường có thể được loại bỏ bằng cách sử dụng axít photphoric. Sau khi sử dụng, axít loãng được trung hòa bằng các chất tẩy loãng và nhẹ, và sau đó rửa lại đều bằng nước. Tuy nhiên, nếu nguồn nước thâm nhập không bị ngăn chặn thì sự nở hoa lại có thể tái xuất hiện.
Các biện pháp bảo vệ gia cố thông thường bao gồm sử dụng lớp che phủ bằng epoxy cũng như sử dụng điện tích nhẹ, cả hai đều ngăn chặn quá trình han gỉ. Người ta cũng có thể sử dụng các thanh gia cố bằng thép không gỉ.
Một vài kiểu xi măng có khả năng kháng chloride tốt hơn so với các kiểu xi măng khác. Vì thế, sự lựa chọn xi măng có thể có ảnh hưởng lớn đối với các phản ứng trong bê tông với các chloride.